# Osvalinda Alves Pereira
Osvalinda Alves Pereira (Pará, Brasil, 1968-12 de abril de 2024) fue una activista ambiental brasileña y fundadora de la Asociación de Mujeres Areia II, que desarrolla la agricultura orgánica sostenible.

## Biografía
Alves Pereira alertó a las autoridades federales sobre la deforestación ilegal en la zona de Areia. Durante diez años, ella y su esposo, Daniel Alves Pereira, otganizaron a la comunidad local en el estado de Pará para combatir la tala ilegal en la selva amazónica. Recibieron innumerables amenazas de las redes criminales involucradas en la tala ilegal. 
La Asociación de Mujeres Areia II, fundada por Alves Pereira, está estratégicamente ubicada entre tres parques nacionales, el Bosque Nacional Trairao, el parque nacional Jamanxim y la Reserva Extractiva Riozinho de Afrisio. La deforestación ocurre en estas áreas y los hombres armados asustan a los lugareños. Debido a las amenazas que ha recibido desde 2012, intensificadas a partir de 2018, ella y su esposo han debido desplazarse internamente y permanecen escondidos en Brasil.
En 2020, recibió el Premio Edelstam en reconocimiento de su labor en la defensa del Amazonas. Es la primera brasilera en recibir esta distinción.

## Premios y reconocimientos
- 2020 - Premio Edelstam